# Before I Forget
Pour l’article homonyme, voir Before I Forget (album).
Singles de Slipknot
Vermilion
(2004) The Nameless
(2004)
Before I Forget est une chanson du groupe de metal Slipknot, publiée comme single en 2005. Il est extrait de l'album Vol. 3: (The Subliminal Verses), et remporte le Grammy Award dans la catégorie meilleure interprétation metal en 2006. Le vidéo clip montre les membres de Slipknot sans masques et avec des habits normaux. La vidéo utilise des techniques de capture qui permettent de jamais voir le visage complet des membres. Un masque caractérise chaque membre du groupe.

## Apparitions
La piste est présente dans les jeux vidéo Guitar Hero III, Rock Band 3, et MotorStorm.

## Classements
| Classement (2004)     | Meilleure position |
| --------------------- | ------------------ |
| Alternative Songs     | 32                 |
| Mainstream Rock Songs | 11                 |